# William Grant
William Grant (Dufftown (Schotland), 19 december 1839 - 1923) was een Schotse whiskyfabrikant, en oprichter van het bedrijf William Grant & Sons, bekend van de single malt whiskymerken Glenfiddich Kininvie en Balvenie. Dit bedrijf produceert ook blended whisky's onder de naam Grant's en is sinds een aantal jaren ook eigenaar van het Ierse Tullamore Dew en van de whiskylikeur Drambuie
Grant werd op zevenjarige leeftijd aan het werk gezet als veehoeder, om bij te dragen aan het gezinsinkomen. Hij werkte vervolgens enige tijd als schoenmakersknecht en als administrateur. In 1866 werd hij boekhouder bij de Mortlach distilleerderij. Daar leerde hij het vak van whiskymaker en hij werkte zich op als administrateur waarna hij promoveerde tot manager.
Na bijna 20 jaar nam Grant ontslag, en kocht een stuk grond nabij Balvenie Castle. Hij had het plan opgevat om zelf een whiskydistilleerderij op te zetten en in de herfst van 1886 werd de eerste steen gelegd van de Glenfiddich distilleerderij. Enkele jaren later kocht hij de vlak naast de distilleerderij Glenfiddich gelegen distilleerderij Balvenie op. Grant zou tot zijn dood op 83-jarige leeftijd betrokken blijven bij Balvenie.